# 大影山
大影山（おおかげやま）は、徳島県海部郡美波町にある山である。標高459.4m。

## 地理・概要
美波町のほぼ中央に位置する山。日和佐川、支流北河内谷川、赤松川の支流などに囲まれ独立した山地を形成する。山裾一帯は町の主要な農産地として、人々の生活と深く結び付いている。
全山シイ林が優占し、クロマツが混生する。大影山の東側にタチバナが自生し、県天然記念物に指定されている。